# Lepton (Anglia)
Lepton – osada w Anglii, w hrabstwie West Yorkshire, w dystrykcie Kirklees. Leży 20 km od miasta Leeds. W 1931 roku civil parish liczyła 3323 mieszkańców. Lepton jest wspomniana w Domesday Book (1086) jako Leptone.